# 동촌역 (한국철도공사)
동촌역(東村驛)은 대구광역시 동구 검사동에 위치한 대구선의 철도역이었다.
2006년 12월 4일 등록문화재 제303호로 지정되었다.

## 개요
옛 대구선의 철도역으로, 1917년 11월 1일에 개업하여 1928년 7월 1일에 국유철도로 편입되었다. 1938년 7월 1일 대구-영천간 광궤선 개량사업시 현재의 역사가 건립되었다. 2005년 11월 1일 대구선 이설로 여객영업이 중단된 이후 2008년 구 대구선을 완전히 폐지하는 과정에서 반야월역과 함께 폐역되었다. 이설 후 2006년 국가등록문화재 제303호로 지정되었다.
동촌역은 대구선에 남아 있는 옛 역사 중에 건축 당시의 모습을 잘 유지하고 있어 1930년대의 대표적인 간이역 건축물로 분류되고 있다. 맞이방(대합실)의 큰 박공과 운전실의 작은 박공이 있다. 맞이방의 천장은 다른 간이역과는 달리 'ㅅ' 모양으로 되어 있다. 운전실은 철로 쪽으로 약간 튀어 나와 있으며 이는 승강장을 더 잘 확인하기 위해서 이렇게 만든 것으로 추정한다.
비슷한 모양의 역사로 반야월역과 영천의 금호역이 있다. 동촌 구길에 있는 대구 도시철도 1호선 동촌역과 달리 동촌 신길에 있으며, 동촌네거리를 중심으로 대칭하고 있다. 지하철 동촌역 4번 출구에서 내려 동촌네거리 방향으로 약 400m 정도 걸으면 대구선 동촌역을 만날 수 있다.

## 역사
- 1917년 12월 24일 : 영업 개시[1]
- 2005년 11월 1일 : 대구선 이설로 여객영업 중단, (구)대구선으로 편입
- 2006년 12월 4일 : 역사가 국가등록문화재 제303호로 지정
- 2008년 2월 15일 : 영업 중지
- 2008년 5월 15일 : 폐역[2]
- 2013년 9월 1일: 역사 해체
- 2014년 4월 1일 : 입석동에 대구선 동촌공원 조성으로 역사 이전 및 복원
- 2014년 5월 27일: 도서관으로 리모델링

## 사진

동촌역 전경
동촌역 원경(차로쪽 모습)
철로쪽 모습
동촌역 맞이방의 장의자와 창문
철로쪽에서 본 동촌역
맞이방 박공
운전실의 차양
맞이방 차양
맞이방 차양의 뼈대모습
맞이바박공과 운전실박공을 비교
맞이방 천장의 모습
맞이방
맞이방2
맞이방3
승강장 (영천 방면)
승강장 (동대구 방면)
소화물 취급소

## 참고 자료
- 대구 구 동촌역사 - 국가유산청 국가유산포털